# Trogen var och stadigt lita
Trogen var och stadigt lita är en psalm av okänd tysk författare från 1600-talet som översattes/bearbetades av Johan Alfred Eklund. 
Melodin är en tonsättning från 1551 som enligt Koralbok för Nya psalmer, 1921 är samma melodi som till psalmen Såsom hjorten träget längtar (1819 nr 460), Lyssna, Sion! Klagan ljuder (1937 nr 249) och Lyft, min själ, ur jordegruset (1921 nr 607), Han på korset, han allena (1921 nr 519, 1986 nr 141) och därmed även till psalmen Ack, hur stort är mitt elände (1695 nr 254).

## Publicerad som
- Nr 611 i Nya psalmer 1921, tillägget till 1819 års psalmbok under rubriken "Det Kristliga Troslivet: Troslivet hos den enskilda människan: De trognas helgelse och krisliga vandel: Trohet i kallelsen".